# Долината на слънцето
„Долината на слънцето“ (на хърватски: Dolina sunca) е хърватска теленовела, създадена от Диана Печкай Вукович. Режисьор е Бранко Иванда, а асистент-режисьори – Никола Иванда и Даниел Кушан. Сериалът е създаден през 2009 г. Главните персонажи са поверени на Ана Виленица и Иван Херцег.

## Сюжет
Долината на слънцето се оказва в малко живописно градче, където ежедневието на героите не винаги е толкова безоблачно. След внезапната смърт на съпруга си, Ева Крал решава да се премести от столицата в уютното Ябланово, където той е държал кантора години наред. Пътуването обаче променя живота ѝ из основи, защото там тя намира неочаквано разкритие. Оказва се, че нейният съпруг е водил двойствен живот и е създал друго семейство, а втората му жена сега отглежда техния петгодишен син.
Въпреки шока от новината в крайна сметка Ева решава да приеме предизвикателството, да купи стара изоставена къща в града, да я ремонтира и да я превърне в собствен хотел, а така тя се надява да забрави болката и да започне живота си отначало.
След нейното пристигане, ежедневието на малкия град е силно променено, а новите отношения ще хвърлят светлина върху отдавна пазени тайни. Един от най-известните хърватски сериали проследява съдбата на хората в една особена обстановка, в която животът им се преплита по различни начини, а те не могат един без друг. Сюжетът събира темите за приятелството и любовта в напрегнати и интересни моменти, които ще създадат усещането за истински трилър.

## В България
В България сериалът започва излъчване на 2 май 2012 г. по Нова телевизия с дублаж на български език.
| Озвучаващи артисти  | Нина Гавазова Даниела Сладунова Яница Митева Силви Стоицов Здравко Методиев Светозар Кокаланов |
| Преводачи           | Блажо Николич Екатерина Манолова Йорданка Василева Красимира Гореска Олга Харизанова           |
| Тонрежисьори        | Димитър Кукушев Цветомир Цветков Венцислав Станков Стефан Дучев                                |
| Режисьор на дублажа | Красимир Куцупаров                                                                             |